# Thesium densum
Thesium densum är en sandelträdsväxtart som beskrevs av N. E. Brown. Thesium densum ingår i släktet spindelörter, och familjen sandelträdsväxter. Inga underarter finns listade i Catalogue of Life.